# 奥特银河大怪兽之战
《奥特银河大怪兽之战》（日語：ウルトラギャラクシー大怪獣バトル，英文：Ultra Galaxy Mega Monster Battle），是由日本圓谷製作的《超人力霸王系列》特攝作品，於2007（平成19年）12月1日至2008年2月23日期間每週六晚間7時在日本BS放送首播。

## 概要
本作为圓谷自1966年《超人力霸王》開始播出以來，第一次製播非以超人力霸王為主角的劇集。在那之前是《奧特Q》系列以怪獸為主角的影集。本作主角雷擁有操縱怪獸的能力。其操縱的主要怪獸为哥蒙拉，備有"超震動波"這套終極招式。與遊戲版類似，《奥特银河大怪兽之战》則是以怪獸之間的戰鬥為基礎，本作主要聚焦在怪物之間的戰鬥。因此在超人力霸王系列中佔多數的「英雄為了保護人們免受怪物和外星人的傷害而戰鬥」的元素，在作品中則被描繪成「外星人與怪物之間的戰鬥」，此外，世界觀設定在《超人力霸王梅比斯》結局後，梅比斯離開地球的未來世界，並在許多背景細節的描述闡明了與超人力霸王之間的聯繫。
其中，由於考慮低預算的因素。整部劇集並沒有在戶外拍攝，而都是在東寶興建的工作室拍攝的，也是系列最後一次在同一工作室拍攝的作品，同時此部作品也是自《超人力霸王迪卡》以來一直參與該系列的圓谷一夫、角色設計的丸山浩、負責CG製作的圓谷CGI-ROOM ，負責主題曲Project DMM所參與的最後一部電視劇。
2007年11月13日，萬代舉行奧特銀河大怪獸之戰發表會，以及大怪獸格鬥計劃發表會。

## 故事大綱
人类步入宇宙时代的近未来，怪兽在地球上销声匿迹了。人类为探求更丰富的资源，穿梭于银河的尽头。人类为了开发宇宙，成立了一个名叫“ZAP”的组织。故事是从ZAP中一支负责运输的小队正在执行任务时收到了来自一个ZAP开拓的行星“博利斯星”的求救信号，小队的船长日向浩决定中止运输任务，立即前往“博利斯星”执行救援任务，在即将到达博利斯星时小队所搭乘的宇宙船“盘龙号”，受到不明攻击而迫降到博利斯星，小队下船后发现星球上的ZAP的设备都被摧毁，后来发现一个惊人的事情，这星球上居然充满著在地球上早已绝迹的怪兽，这里已经变成了怪兽们的无法无天地带，之后小队们从一个被冰冻怪兽尸体中看见了一个神秘青年，那位青年具有异于常人的能力他居然还可以操控怪兽战斗，那位青年失去记忆只记得自己叫雷，雷后来在日向船长的邀请下成了小队中的第五位成员，随着剧情发展小队们逐渐发现这星球为何会充满怪兽，雷也逐渐发现自己的真实身分。

## 故事背景
博利斯星（開拓惑星ボリス）
本作故事的主要地点，为ZAP开发的惑星中距离地球最遥远的星體，行星的面積是地球的三倍，在ZAP开发星球之前曾是一颗死亡星球，現在則靠着人工的重力、引力、太阳影響，才能讓生命能在这星球生存，由於不明原因而导致这星球現在充满了怪兽成了怪兽的无法无天地带，本作最后因人工太阳坠落，而发生大爆炸最后消失。
文特森岛
博利斯星中的一个岛屿，星球上的生还者都躲在这个地方等待救援，因不明原因这个岛上都没有怪兽袭击。
地球
本作中地球只有在对话中提及。

### 用语与装备
雷奥尼克斯（レイオニクス）
是继承数万年前被消灭的雷布拉德星人的遗传因子的人，雷布拉德星人在数万年前被消灭时，虽然肉被毁灭但灵魂却没有，他把他的遗传因子散布在宇宙，而有许多不同种族的宇宙人都继承了其遗传因子，为了就是将来让那些雷奥尼克斯互相斗争，选出最强的雷奥尼克斯，然后占据其躯体复活，再次降临到这世界上，雷他就是拥有雷布拉德星人遗传因子的人类的雷奥尼克斯，雷奥尼克斯具有操控怪兽的能力，他们的宿命只有互相战斗到其中一人倒下为止。
格斗仪（バトルナイザー）
本作主角雷持有的关键道具，只有雷奥尼克斯才能操控的道具，此道具具有操控怪兽和收服怪兽的能力，最多可收服三只怪兽，雷奥尼克斯在使用格斗仪操控怪兽互相战斗时，怪兽的感知会与使用者联系，所以若怪兽受到伤害使用者也会受到伤害若操控怪兽被消灭使用者就会死亡。
盘龙号（スペースペンドラゴン）
为ZAP SPACYY所搭乘的大型宇宙运输船，机身为蓝色，由于是运输船所以并没有装备重火力。
喜龙号（ドラゴンスピーダ）
为博利斯星生还者所搭乘的宇宙运输船，机体和盘龙号一样但机身为红色，由于是运输船所以并没有装备重火力。

## 登场角色

### ZAP SPACY
本作所登場的組織，正式名稱為「Zata Astromical Pioneers SPACY」。是為了地球怪獸都滅絕的宇宙開拓時期時，為了近未來开拓未知行星及豐富的宇宙資源需求，以運輸資源等宇宙任務為目組成的宇宙組織。在宇宙中已有很多星球被ZAP开拓並設立基地，也有许多人类已經移民到已开发的星球上定居，其中日向浩船长所带领的小队，就是一支负责运输物资的小队。
| 角色             | 演員     | 配音 | 介紹 |
| 雷（雷蒙） （ ） | 南翔太   |      | 本作主角，ZAP SPACY在博利斯星所相遇，一位持有神秘道具格鬥儀，並可以自由操控怪獸的神秘青年。 最初登場時就失去記憶，只記得要和其他怪獸戰鬥，因此與盤龍號小隊不合，不過當加入小隊後藉由與隊員們的相處，開始逐漸變得為他人著想，也會為了保護他人而戰，並特別欽佩日向隊長。 擁有著能夠操控怪獸「古代怪獸哥摩拉（主力）」 「原始怪鳥利特拉S」「宇宙怪獸艾雷王」的能力，還經常表現出對搭檔怪獸的信任。此外怪獸們也信任雷。 真實身分是繼承雷布拉德星人遺傳因子，同時也身為人類的雷奧尼克斯，也是凱特的弟弟，當他還是個嬰兒的時候隨隕石帶到了博利斯星，並在一個月內迅速成長為一個年輕人，本應通過在博利斯星戰鬥和生存而覺醒成真正的雷奧尼克斯人，但由於與ZAP SPACY互動，開始擁有自己的意志。本作最後因此自身的雷奧尼克斯的力量「雷蒙型態」覺醒，儘管擁有強大的實力。但是處於遺傳基因覺醒狀態下的他在戰鬥中體力消耗極大，容易被邪惡的衝動支配。 當他在一場與凱特賭上生命的戰鬥中成功恢復意志後，在獲勝後與們ZAP SPACY安全地逃離了博利斯星，並成為ZAP SPACY極為可靠的夥伴。 在本傳後續曾在《超銀河傳說外傳：超人力霸王傑洛 VS 暗黑獨眼巨人傑洛》及《超人力霸王傑洛外傳 殺手 THE 衝擊之星》再度出場。 |
| 日向浩 （ ）     | 小西博之 |      | ZAP SPACY盤龍號運輸小隊的船長，要求部下稱他為（BOSS），是經歷過宇宙各種冒險經驗豐富，也歷經多次苦難的的男人。 平時為了領導隊員而保持冷靜，但性格則充滿著活力，當隊員陷入危險就會變成莽撞衝動奮不顧身，深切關心隊員的好長官。起初注意到了雷的能力，並在調查記憶的條件下暗自進行了偵察，並以自己的直覺繼續相信雷直到最後。 在本傳後續曾在《超銀河傳說外傳：超人力霸王傑洛 VS 暗黑獨眼巨人傑洛》及《超人力霸王傑洛外傳 殺手 THE 衝擊之星》再度出場。 |
| 榛名純 （ ）     | 上良早紀 |      | ZAP SPACY盤龍號的副船長，為日向第一把交椅的優秀飛行員，十分講求規則紀律，是相當嚴厲的女強人。 擁有身為副船長的責任感，如果不是認可自己能力的人，就會毫不猶豫地與隊長等上級爭執，有時也會對於日向的作戰提出異議，當初對身分不明的雷並不信任，但經歷内隆嘎的襲擊，並與雷共患難所後和解後，她也已把雷視為重要的夥伴，有一位在博利斯星擔任先驅部隊的哥哥弘樹，後在第10話中在文森特島重聚。 |
| 隱岐恆一 （ ）   | 八戶亮   |      | ZAP SPACY盤龍號最年輕的船員，在大學時代是專攻怪獸生物學，所以對怪獸十分了解。 只要一看到怪獸就能馬上知道它是什麼怪獸，對各種怪獸的特性和弱點十分了解，比起對怪獸的恐懼心，由於好奇心相當旺盛，使得他因此常常捲入在危機當中，是首次參加宇宙航行任務的新手。 |
| 熊野正彥 （ ）   | 俊藤光利 |      | ZAP SPACY盤龍號的隊員之一，是能夠將廢鐵變成新裝備的優秀工程師，同時也是身經百戰的勇士。 個性豪放磊落，是心地善良的大力士，對機械十分熱情和隱岐是好朋友，負責盤龍號的維修工作逃出博利斯星的中責大任都扛在他肩上。 |

### 星球資源運輸基地
榛名宏树（ハルナ ヒロキ）
飾演者： 影丸茂樹
榛名纯的哥哥，曾是日向船长的第一把交椅，盘龙号的副船长，因此也和纯依樣深受日向的信任后来进驻博利斯星，成為星球資源運輸基地的负责人。
但后来基地被怪兽袭击，带领着所有生还者逃到文特森岛上等待救援，成為生还者们的领导。
阿刀
飾演者：石井英明
宏树旗下的科學家。儘管說話很有禮貌，但性格不是很好的男子。相當討厭怪獸，因為他在貝拉魯戈市失去了家人。因此相當討厭雷的存在。
在逃離博利斯星後，他向地球總部報告了雷的存在，更導致雷在《NEO》的第一集中被ZAP拘留。
御藏夏莲
飾演者：山田夏海
文特森岛上的生还者。她也是漫画《大怪兽格斗 超級冒险》中主角御藏伊奥的奶奶。

### 敵役角色
凯特
飾演者： 蒲生麻由
本作中除了雷以外，另一名可以操控怪兽的神秘女性，持有的格斗仪是黑色的，一开始登场时变装成星球研究员的样子假装成生还者并陷害雷想让其他队员怀疑雷，还召唤出怪兽来折磨雷，其真实身分是雷的姐姐，对雷所做的一切都是要锻炼雷，使雷成为最强的雷奥尼克斯。
最后和雷进行真正的雷奥尼克斯的战斗，因雷的雷奥尼克斯力量觉醒而败北最后死亡。在临死前告诉雷说雷尼克斯斗争即將開始的消息，並希望雷一定要战胜其他雷奥尼克斯，成为最强的雷奥尼克斯。在《NEO》中哈瑪行星上的格鬥中，曾以精神體的形式登場幫助雷等人。
究极生命体雷布拉德星人（究極生命体 レイブラッド星人）
聲演：佐藤正治、蝶野正洋（電影）
曾經率領怪獸軍團統治全宇宙的邪惡宇宙人，最初僅在《大怪獸格鬥》的对话中提及，宇宙的究极生命体所有宇宙人对他都畏惧三分，几万年前曾统治全宇宙后来被消灭，虽然被消灭但灵魂依然存在，把自己的遗传因子散布在宇宙，使不同族的宇宙人成为雷奥尼克斯。
ㄒ目的是要让雷奥尼克斯互相斗争选出最强的雷奥尼克斯在占据其身体使自己完全复活统治全宇宙。是使博利斯星充满怪兽的元凶，先召唤出四次元怪兽布鲁顿再利用布鲁顿的力量使这星球充满怪兽，还把前来博利斯星的初代超人力霸王封印在文特森岛的石壁中。
格朗迪（グランデ）
飾演者： 唐橋充
於《NEO》首次登場的敵役角色，號稱“史上最強的雷奧尼克斯”，作為雷的對手。曾在哈瑪行星上與雷三次交手，險些讓雷喪命。
在最終與被雷布拉德星人附身的黑暗鎧甲的戰鬥中，格朗迪前來支援，與雷等人一同戰勝了它。

### 本作登場的巨人
超人力霸王/石之巨人
曾经拯救地球的传说中的英雄之一。 在博利斯星充满怪兽时前来博利斯星拯救人类，但被雷布拉德星人打败被封印在文特森岛上的石壁上。
被封印时，曾设下结界使文特森岛上不会被怪兽袭击以保护生还者们，之后一直呼唤著雷来到这个岛，后来力量快用尽结界被怪兽打破，怪兽还是入侵到了岛上，最后在雷的帮助下解开封印，在雷一行人要逃离星球时帮忙对付要阻止雷他们的怪兽，儘管最后消失在爆炸的博利斯星中，但雷他们相信着他一定还活着。

## 播放列表
以下時間以當地時間（日本時間）為準：
| 日本首播   | 集數 | 標題漢譯                               | 登場怪獸・宇宙人                                          | 編劇       | 導演     |
| ---------- | ---- | -------------------------------------- | --------------------------------------------------------- | ---------- | -------- |
| 2007/12/01 | 1    | 怪獣無法惑星怪兽无法无天的行星         | テレスドン サドラ レッドキング ペギラ                     | 荒木憲一   | 菊地雄一 |
| 2007/12/08 | 2    | 五人目のクルー第五位船员               | テレスドン ジュラン ゴルザ ムカデンダー                   | 荒木憲一   | 菊地雄一 |
| 2007/12/15 | 3    | 透明怪獣襲撃！透明怪兽袭击！           | ネロンガ グドン                                           | 長谷川圭一 | 北浦嗣巳 |
| 2007/12/22 | 4    | ベムスター参上!贝蒙斯坦来了！          | ベムスター                                                | 荒木憲一   | 北浦嗣巳 |
| 2007/12/29 | 5    | ベラルゴシティの罠贝拉尔古城的陷阱     | ファイヤーゴルザ バンピーラ ガンQ                         | 長谷川圭一 | 北浦嗣巳 |
| 2008/01/05 | 6    | もう一人の怪獣使い另一个怪兽操控者     | ツインテール ガンQ                                        | 長谷川圭一 | 北浦嗣巳 |
| 2008/01/12 | 7    | 怪獣を呼ぶ石召唤怪兽之石               | フログロス（B） ブルトン ネロンガ テレスドン レッドキング | 荒木憲一   | 村石宏實 |
| 2008/01/19 | 8    | 水中の王者水中的王者                   | ケルビム アーストロン エレキング                          | 増田貴彦   | 村石宏實 |
| 2008/01/26 | 9    | ペンドラゴン浮上せず！盘龙号不能上浮！ | アングロス グロマイト アリゲラ ゾアムルチ                 | 赤星政尚   | 村石宏實 |
| 2008/02/02 | 10   | 予期せぬ再会出乎意料地再会             | ノーバ サラマンドラ ルナチクス キングジョーブラック       | 長谷川圭一 | 村石宏實 |
| 2008/02/09 | 11   | ウルトラマン超人力霸王                 | アーストロン レッドキング ベロクロン ドラゴリー ゼットン  | 荒木憲一   | 菊地雄一 |
| 2008/02/16 | 12   | レイブラッド雷布拉德                   | ゼットン キングジョーブラック レイブラッド星人            | 荒木憲一   | 菊地雄一 |
| 2008/02/23 | 13   | 惑星脱出行星逃脱                       | ゼットン キングジョーブラック                             | 荒木憲一   | 菊地雄一 |

## 其他相關媒體

### 電影
- 《怪獸大戰爭 超銀河傳說 THE MOVIE》（2009年12月12日上映）

## 相关项目
- 大怪兽格斗
- 特攝
- 圓谷製作
- 超级银河大怪兽格斗 NEVER ENDING ODYSSEY